# Manövrerande strid

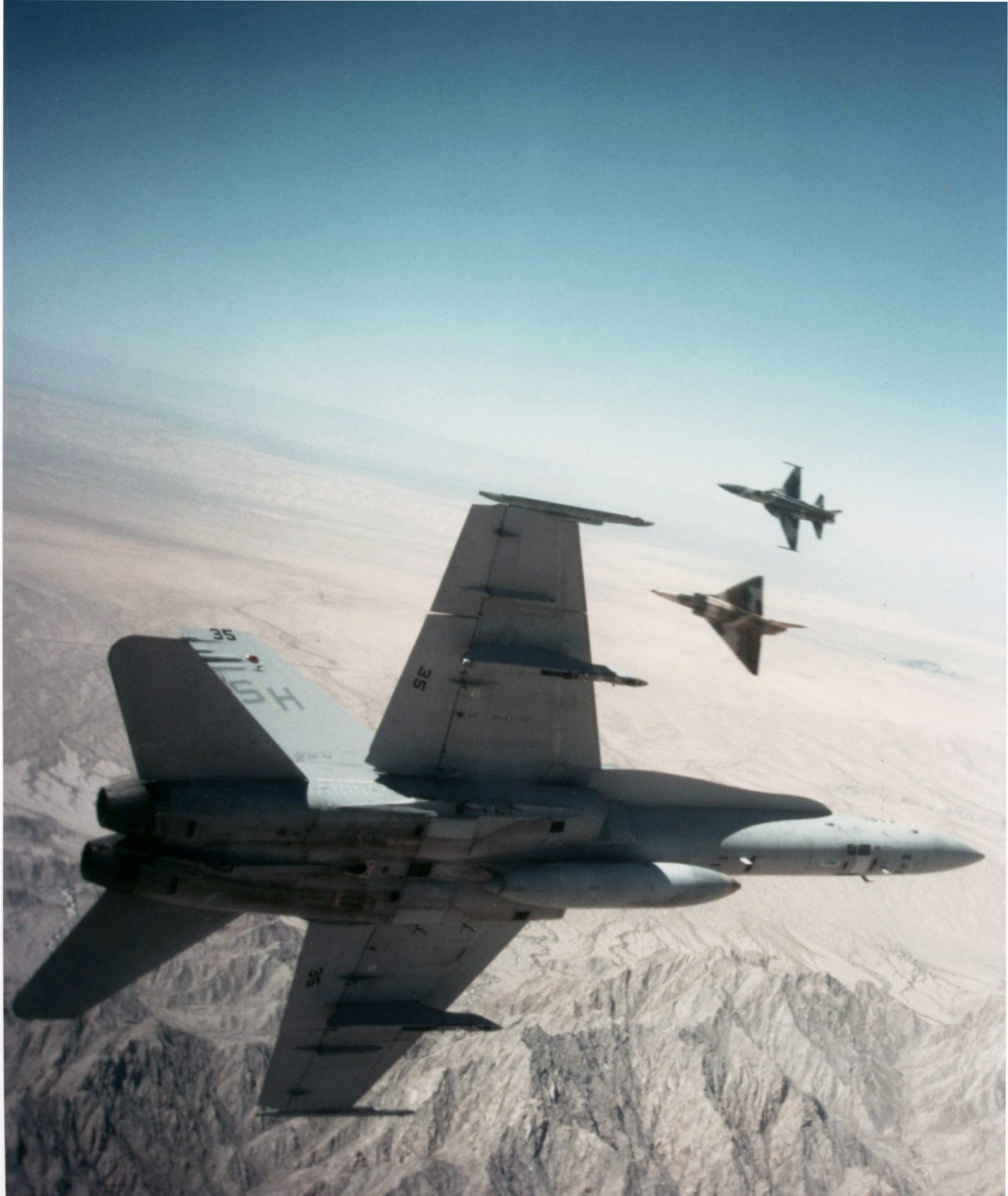
Uppsatt manövrerande strid (stridsövning) mellan en F/A-18 Hornet samt en F-21 Kfir och en F-5 Tiger II i rote.

Manövrerande strid (engelska: air combat manoeuvring, kort: ACM) är luftstrid i form av kurvstrid inom synavstånd (luftstrid baserad på visuell kontakt).

## Svenska flygvapnet
Svenska flygvapnets manual 'FOM-A Gemensam' (Flygoperationell Manual för Försvarsmakten Gemensam) definierar manövrerande strid som följande:
| ” | Luftstrid där målluftfartyget gör undanmanöver i både sida och höjd när avståndet mellan jakt- och målflygplan understiger 6 NM (11 km). | „ |
| – Flygoperationell Manual för Försvarsmakten Gemensam (FOM-A Gemensam): Juni – September 2013. Stockholm: Högkvarteret. 2013-06-01. sid. 233. M7748-720001 | |   |

Lägsta tillåtna flyghöjd vid manövrerande strid under visuella väderförhållanden anges till 1 700 fot över marken av Statens haverikommission.